# Pråmkanalen

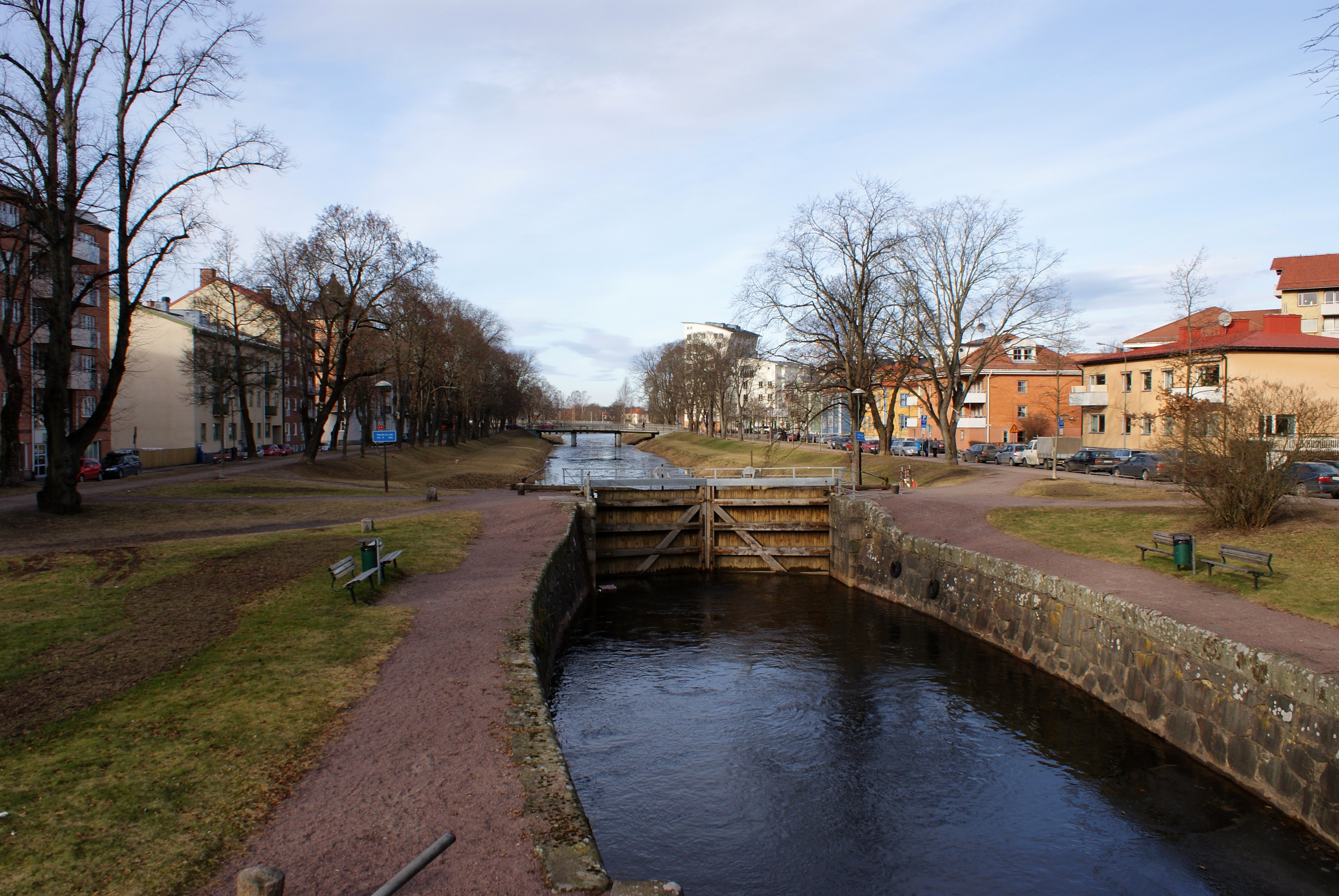
Pråmkanalen sett från Hagabron.

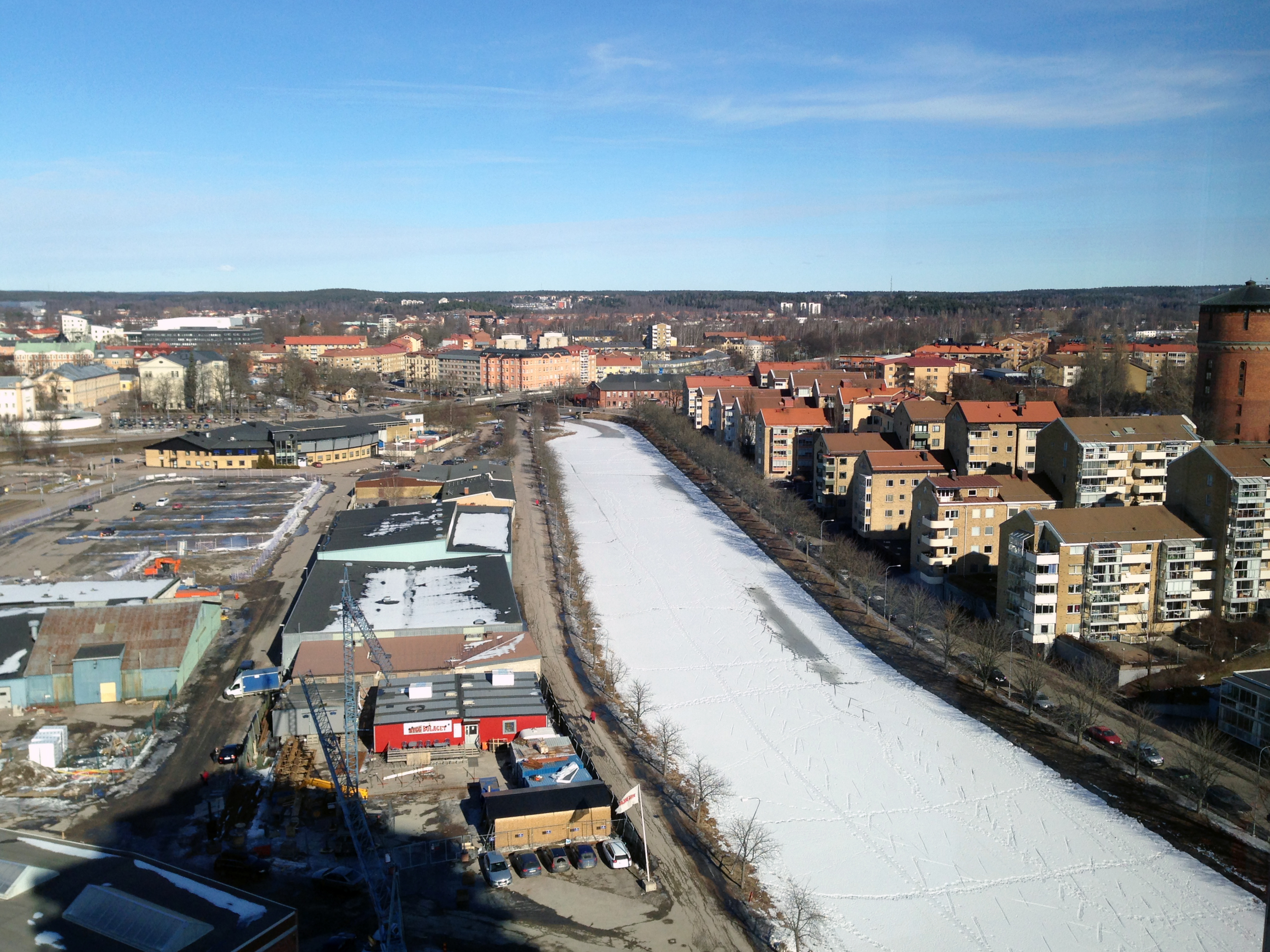
Pråmkanalen 2013

Pråmkanalen är en kanal i Karlstad som byggdes under åren 1835 till 1838 efter ett ritningsförslag av Nils Ericson. Kanalen byggdes i syfte att transportera varor mellan Klarälven och Vänern. Här transporterades produkter som järn, svavel, kol, kalk, trä, massa och papper till och från bruken längs Klarälven. Slussen kallas Carlarnas sluss efter hertig Karl, sedermera kung Karl IX, Karlstads grundare, och den dåvarande kungen Karl XIV Johan. Det var som mest trafik på kanalen på 1930-talet. De båtar som trafikerade kanalen var i huvudsak flatbottnade lastbåtar, pråmar och bogserbåtar. Kanalen trafikerades också av en hel del småbåtar som ekor och snipor. 1957 slutade kommersiell trafik att gå på kanalen. Området Haga ligger öster om kanalen, och väster om den ligger Tingvallastaden med byggnader som tidigare var sjukhus och ett fängelse. Kanalen är 1,8 kilometer lång, ca 8 meter bred fram till Ankersbron där den blir betydligt bredare. Djupet är 1,78 meter vid normalt vattenflöde. Slussen är 38,6 meter lång och 8,9 meter bred.
Karlstads nollpunkt, 42,15 meter över havet, ligger på en sten vid den norra slussporten.

## Anläggandet
Vänern fick direktförbindelse med Göteborg när Trollhätte kanal öppnades år 1800 och med Östersjön genom Göta kanal år 1832.
Den som redan 1803 föreslog plats för en ny hamn vid Kanikenäset, var rådmannen Jan Wennberg. Han ägde för övrigt själv flera fartyg. Det skulle dock dröja ytterligare 30 år innan hans planer förverkligades. Då godkände storamiralsämbetet förslaget att gräva igenom Kanikenäset och bygga en hamn i själva genomskärningen. Därefter måste en kanal grävas mot Klarälven. Ett förslag som Baltzar von Platen gillade gick ut på att den skulle dras från platsen för telegrafverket vid den västra älvgrenen. Staden antog dock Nils Ericsons förslag som innebar att kanalen skulle mynna ut i den östra älvgrenen vid Hyttan.
Man beräknade att kostnaderna för detta företag till 84 785 riksdaler banco. Staten anslog 36 000 riksdaler och resten anskaffades genom ett nybildat bolag, där staden tecknade aktier för 10 000 riksdaler. En jämförelse av kostnaderna för att använda lastplatsen vid Skoghall och hamnen vid Kanikenäset samt kanalen utföll till den senare alternativets fördel med 2 500 riksdaler årligen. Av finansieringsplanen framgick att man beräknade ett överskott på 5 400 riksdaler banko. och aktieägarna förespeglades en vinst på 10,5 %.
Kanalen skulle få en längd av 3 000 alnar (ungefär 1,8 kilometer) och den största delen skulle grävas utefter Herrhagen vid stranden av Tyggårdsviken, som då gick ända upp till den nuvarande slussvaktarstugan. Mot viken skulle en bank läggas upp. Vid normalvattenstånd skulle kanalens bredd bli 50 fot (14,8 meter) och djup 6 fot (1,78 meter). Nedanför Gymnasiehuset, där bra grundförutsättningar fanns, skulle slussen byggas. Dess längd skulle bli 130 fot (38,6 meter) och bredd 30 fot (8,9 meter). Den fick namnet "Carlarnas sluss", vilket syftades på Karl IX, stadens grundläggare, och Karl XIV Johan, landets dåvarande kung.
Grävningsarbetena, som under Nils Ericsons överinseende leddes av löjtnant Carl Edward Norström, började i augusti 1835 och sysselsatte under vissa perioder upp till 400 personer. Samtidigt timrades en ny järnvåg vid Kanikenäset. I december 1837 kunde vattnet släppas in i hela kanalen.
Den bro som behövdes byggas över kanalen lades ett par hundra meter söder om den gamla landsvägens sträckning, varför de angränsande gatorna fick en ny riktning. Bron var av järnkonstruktion och den öppnades genom att svängas omkring en pelare vid den västra stranden.
Invigningen av kanalen och hamnen skedde den 31 augusti 1838 under pompa och ståt med landshövdingen och borgmästaren i spetsen.
Totalkostnaderna för hamnen och kanalen slutade på 172 240 riksdaler, vilket var bra mycket mer än beräknat. Då det ekonomiska läget lades fram vid den första bolagsstämman, visade det sig att den samlade skuldsumman uppgick till 26 000 riksdaler. Någon aktieutdelning stod ej i sikte. Dessutom var inkomsterna för hamn- och kanalavgifter endast omkring hälften av vad som planerats.
I och med tillkomsten av hamn- och kanalanläggningen åstadkom man en säker och skyddad hamn och - vad man trodde - en lättframkomlig vattenväg till stadens centrala delar vid västra bron. Kanikenäset låg emellertid mycket avlägset. Vattenvägen kan då tyckas väl lång genom kanalen, förbi Biskopsudden och ner till den "gamla hamnen", men sjötransporter kostade betydligt mindre än landtransporter. År 1855 beräknades landtransporter ha varit 5 till 10 gånger dyrare per tonkilometer.
Uppgrundningen av älven ställde till stora besvärligheter för transporterna.

## Kanalen idag
Några få år efter det att pråmtrafiken upphört, kom ett hot mot kanalens existens. Ett förslag lades fram att fylla igen "det vattenfyllda stensatta diket" för att göra en bättre trafiksituation mellan Tingvallastaden och Haga. Det skulle enligt förslaget skapas fem förbindelser mellan stadsdelarna istället för en. Förslaget avslogs av skönhetsrådet med motiveringen att de ansåg att kanalen var en av stadens vackraste delar. Trafiknämnden var också negativa till ett så omfattande företag som inte skulle ge några avsevärda fördelar. Även byggnadskontoret ansåg att förslaget var orealistiskt. Kanalen behövdes fortfarande som farled och trafiksituationen kunde förbättras med flera broar.
Sedan 2008 används kanalen regelbundet för de båtbussar som går i linjetrafik i centrala delarna av Karlstad under sommarmånaderna.